# “Modern…”的她
“Modern…”的她(日语：彼女の“Modern…”)是日本乐团GLAY的第3張單曲。

## 簡介
- 佐久間正英擔任製作人的第3張作品，從這張單曲開始成為GLAY專屬製作人。
- GLAY獨立時期後期的曲子，大約是1993年夏天~秋天時所寫的歌曲。
- 首週銷售量大約只有7000張，是GLAY銷售量最低的作品，名次也是最低。

## 收錄曲目
1. “Modern…”的她
雖然這張單曲銷量很低，但共收錄在3張A面精選輯中、在演唱會上經常演奏。2010年發行的第42張單曲「Precious」收錄『重新錄製版本』。
2. INNOCENCE
3. “Modern…”的她（ORIGINAL KARAOKE）
4. INNOCENCE （ORIGINAL KARAOKE）
所有的B面曲當中，只有這首歌有純演奏版本。

## 收錄專輯
- 灰與鑽石（編曲不同的版本）
- SPEED POP
- REVIEW-BEST OF GLAY
- DRIVE-GLAY complete BEST
- rare collectives vol.1（收錄原始版本和LIVE版）
- THE GREAT VACATION VOL.2 〜SUPER BEST OF GLAY〜
- rare collectives vol.3（LIVE版本）
- rare collectives vol.4（重新錄製版本）